# Zimnice Wielkie
Zimnice Wielkie (dodatkowa nazwa w j. niem. Gross Schimnitz) – wieś w Polsce położona w województwie opolskim, w powiecie opolskim, w gminie Prószków.

## Nazwa
Według niemieckiego językoznawcy Heinricha Adamy’ego nazwa wywodzi się od polskiej nazwy ziemi. W swoim dziele o nazwach miejscowości na Śląsku wydanym w 1888 roku we Wrocławiu wymienia jako najstarszą zanotowaną nazwę Ziemnice podając jej znaczenie „Landgut” czyli w języku polskim „dobra ziemia”. Niemcy początkowo zgermanizowali nazwę na Schimnitz, a później na Gross Schimnitz w wyniku czego utraciła ona swoje pierwotne znaczenie.
W alfabetycznym spisie miejscowości na terenie Śląska wydanym w 1830 roku we Wrocławiu przez Johanna Knie wieś występuje pod polską nazwą Wielkie Śiemnice oraz niemiecką – Gross Schimnitz. Po II wojnie światowej polska administracja wprowadziła nazwę Zimnice polonizując zgermanizowaną nazwę w wyniku czego nie wiąże się ona obecnie z pierwszym znaczeniem.

## Historia
Od 1950 miejscowość administracyjnie należy do województwa opolskiego.
Rozporządzeniem ministra Spraw Wewnętrznych i Administracji z dnia 7 października 2004 zmieniono nazwę wsi z Ziemnice Wielkie na obecną.
Podczas plebiscytu w 1921 roku 343 osoby głosowały za Niemcami, a 172 za Polską. W latach 1936–1945 miejscowość nosiła nazwę Groß Schimmendorf.

### Zabytki
Do wojewódzkiego rejestru zabytków wpisany jest:
- kościół par. pw. św. Jana Chrzciciela, zbudowany w XV wieku, a następnie przebudowany w XVIII wieku, w 1945 został on uszkodzony w wyniku działań wojennych. W dawnym prezbiterium zachowała się gotycka polichromia z XVI wieku. Na ścianie widnieje polichromia renesansowa z przełomu XVI i XVII wieku